# Гней Сервилий Цепион (консул 253 года до н. э.)
Гней Сервилий Цепион (лат. Gnaeus Servilius Caepio; умер после 253 года до н. э.) — римский политический деятель и полководец из патрицианского рода Сервилиев, консул 253 года до н. э. Участник Первой Пунической войны, в которой командовал флотом. Совершил удачный набег на побережье Африки, но на обратном пути попал в шторм, который погубил больше половины его кораблей.

## Биография
Гней Сервилий принадлежал к древнему патрицианскому роду Сервилиев — одному из шести родов, происходивших из Альба-Лонги. Согласно Капитолийским фастам, отец и дед Цепиона носили тот же преномен — Гней. Его двоюродным братом был Публий Сервилий Гемин, консул 252 и 248 годов до н. э. Идаций в своей «Хронике» по ошибке назвал Гнея Сервилия Капитоном (Capitone).
Гней Сервилий упоминается в источниках только в связи с событиями 253 года до н. э., когда он стал консулом. Его коллегой был плебей Гай Семпроний Блез. В это время шла Первая Пуническая война, и консулы получили совместное командование на море. После неудачных манёвров под Лилибеем у западных берегов Сицилии Гней Сервилий и Гай Семпроний с флотом из 260 кораблей совершили грабительский набег на африканское побережье. Согласно Полибию, они «делали очень частые высадки, в которых, однако, не совершили ничего замечательного»; согласно Павлу Орозию, они «подвергли опустошению всё морское побережье, которое омывается Сиртами, и, поднявшись выше, где они захватили и разграбили многие города, доставили на корабли огромную добычу». 
Серьёзного сопротивления римляне не встретили, но всё же решили возвращаться на родину. Античные авторы сообщают, что решение это было принято из-за большой морской отмели, с которой римская эскадра снялась с большим трудом; возможно, в действительности Цепион и Блез поспешно направились к берегам Италии, так как узнали о приближении вражеского флота. В пути из-за шторма римлянам пришлось выбросить весь груз за борт. Благодаря этому они смогли благополучно добраться до Панорма, но в Тирренском море, уже у берегов Италии, их застиг новый большой шторм. В общей сложности утонули 150 римских кораблей. Орозий называет место этой катастрофы — мыс Палинур на западном побережье Лукании.
После этой катастрофы у Рима не нашлось ресурсов, чтобы построить новый флот. В результате Республика на время отказалась от морской войны. Гней Сервилий после консулата уже не упоминается в сохранившихся источниках.

## Потомки
Сыном или внуком Гнея Сервилия был консул 203 года до н. э. того же имени. Потомками Гнея являются все последующие Цепионы; по женской линии от него происходит Марк Юний Брут.